# Apuesta atea

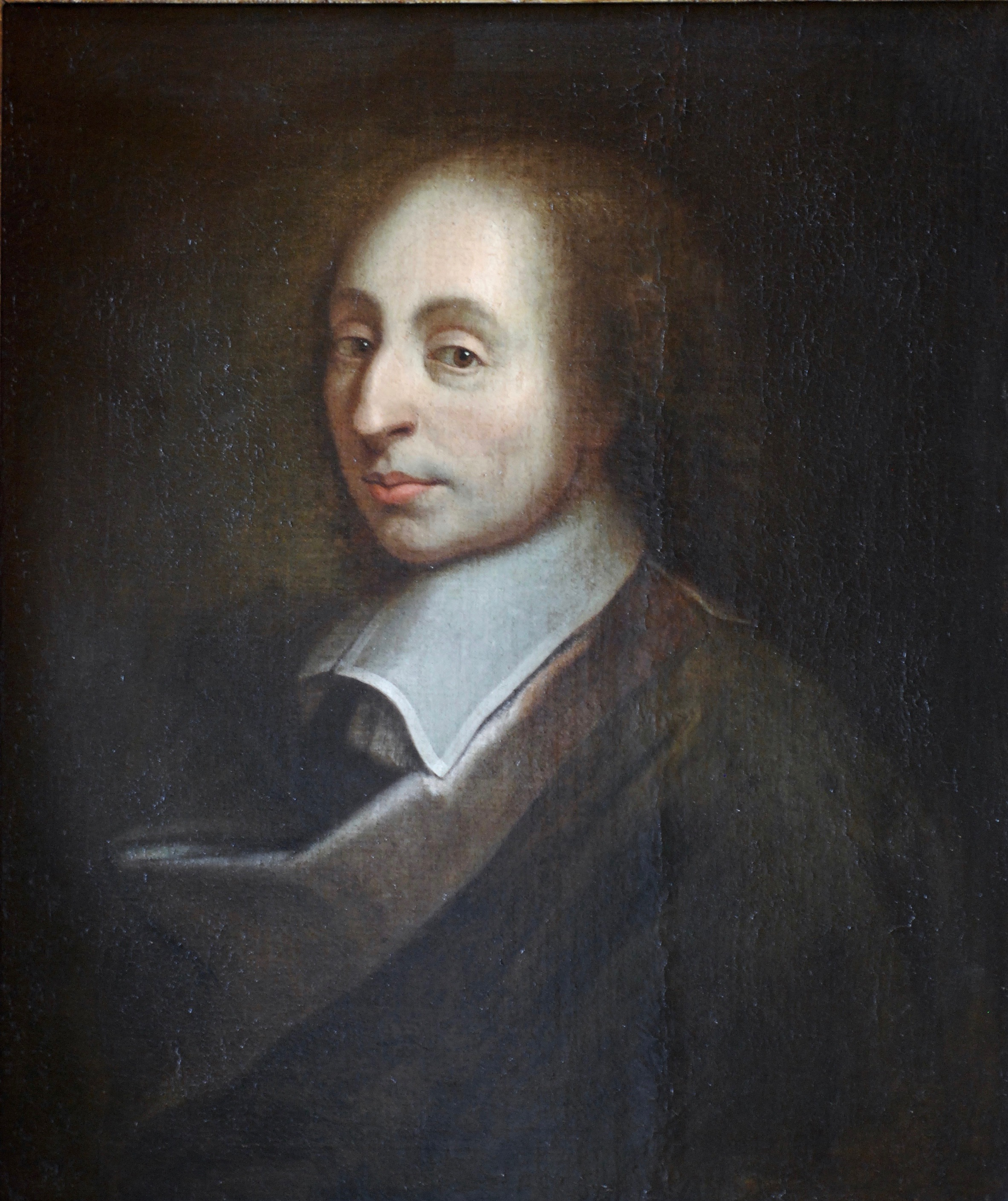
Retrato de Balise Pascal, creador del dilema de la apuesta atea.

La apuesta atea es una respuesta atea a la apuesta de Pascal, aparecida en el libro Atheism: A Philosophical Justification, escrito por el filósofo estadounidense y profesor de la Universidad de Boston Michael Martin, y publicado en 1989.

## Contraste con la apuesta de Pascal
Blaise Pascal sugirió que es mejor la posibilidad de creer en Dios que arriesgarse a perder una felicidad infinita. En contraste, la apuesta atea sugiere:

Deberías vivir tu vida e intentar hacer del mundo un lugar mejor estando en él, tanto si crees en Dios como si no. Si no hay Dios, no habrás perdido nada y serás recordado al morir por todos los que dejaste atrás. Si existe un Dios benevolente, te juzgará a ti y a tus méritos y no por el hecho de si has creído o no en él.

## Desarrollo
La apuesta establece que si una persona analiza las opciones con respecto a como vivir su vida se encontrará con las siguientes ocho posibilidades:
1. Se puede vivir una vida bondadosa, creer en Dios y que exista un Dios benevolente: en ese caso se irá al cielo, el beneficio es infinito.
2. Se puede vivir una vida bondadosa sin creer en Dios y que exista un Dios benevolente: en ese caso se irá al cielo, el beneficio es infinito.
3. Se puede vivir una vida bondadosa, creer en Dios y que no exista un Dios benevolente: en ese caso, se ha dejado un legado positivo al mundo, el beneficio es finito.
4. Se puede vivir una vida bondadosa sin creer en Dios y que no exista un Dios benevolente: en ese caso, se ha dejado un legado positivo al mundo, el beneficio es finito.
5. Se puede vivir una vida malvada y creer en Dios, y que exista un Dios benevolente: en ese caso, se irá al infierno, la desgracia es infinita.
6. Se puede vivir una vida malvada sin creer en Dios, y que exista un Dios benevolente: en ese caso se irá al infierno, la desgracia es infinita.
7. Se puede vivir una vida malvada y creer en Dios y que no exista un Dios benevolente: en ese caso, se deja un legado negativo al mundo, la desgracia es finita.
8. Se puede vivir una vida malvada sin creer en Dios y que no exista un Dios benevolente: en ese caso, se deja un legado negativo al mundo, la desgracia es finita.

Las siguientes tablas muestran los valores asignados a cada resultado posible:
| Dios existe        | Creer en Dios (C)             | No creer en Dios (~C)         |
| ------------------ | ----------------------------- | ----------------------------- |
| Vida bondadosa (B) | Beneficio infinito (cielo)    | Beneficio infinito (cielo)    |
| Vida malvada (~B)  | Desgracia infinita (infierno) | Desgracia infinita (infierno) |

| Dios no existe     | Creer en Dios (C)                  | No creer en Dios (~C)              |
| ------------------ | ---------------------------------- | ---------------------------------- |
| Vida bondadosa (B) | Beneficio finito (legado positivo) | Beneficio finito (legado positivo) |
| Vida malvada (~B)  | Desgracia finita (legado negativo) | Desgracia finita (legado negativo) |

Dados estos valores, la opción de vivir una vida bondadosa (B), claramente domina sobre la opción de vivir una vida malvada (~B), independientemente de la creencia en Dios (C o ~C).

## El aparente falso dilema
Siendo una variación de la apuesta de Pascal, la apuesta atea aparentemente sufre de la falacia lógica del falso dilema, basándose en la suposición de que las únicas posibilidades son las siguientes:
1. Existe un Dios benevolente que castiga o recompensa las acciones de cada uno
2. No existe un Dios benevolente.

La apuesta atea equivale un Dios benevolente a uno que castiga o recompensa de acuerdo a acciones, asumiendo implícitamente que un Dios que actuara de otra forma (como en la apuesta de Pascal), no es un Dios benevolente. Esta premisa permite a la segunda proposición no solo cubrir la posibilidad de la ausencia de Dios sino también de todos los dioses posibles que no son benevolentes (recompensan o castigan de acuerdo a las acciones de la persona), de forma que cubre todas las posibilidades.